# Vita di Samuel Johnson (John Hawkins)
La Vita di Samuel Johnson è stata scritta da John Hawkins nel 1787. È stata la prima biografia completa di Samuel Johnson dopo la breve biografia postmortem, Un profilo biografico del Dr Samuel Johnson, scritta da Thomas Tyers. Hawkins faceva parte del gruppo di amici di Johnson, ma non era gradito a molti di loro. Dopo la morte di Johnson, Hawkins venne contattato per scrivere una biografia di Johnson e curare una edizione delle sue opere. La sua biografia descrive la vita di Johnson, compresi precedenti dettagli poco noti della sua carriera di scrittore, tuttavia presenta troppe digressioni su argomenti non inerenti al soggetto biografico. Subito dopo essere stata pubblicata, la Vita di Samuel Johnson di Hawkins fu subito oggetto di attacco da parte dei critici, degli amici di Johnson e da parte del suo rivale letterario, James Boswell. Molti dei critici accusarono Hawkins di mancanza di rigorosa attenzione verso la vita di Johnson oppure per la sua poco favorevole rappresentazione di Johnson in varie circostanze.

## Contesto

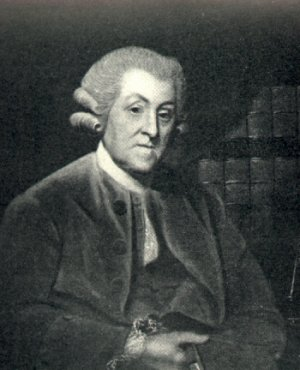
Sir John Hawkins

Sir John Hawkins, secondo Betram Davis, è "l'autore della prima completa biografia di Samuel Johnson" ma "molti lo ricordano come l'uomo che una volta Johnson descrisse come 'poco socievole'." Anche se "poco socievole" riflette il rapporto di Hawkins con gli altri della cerchia di Johnson, Hawkins e Johnson furono legati da stretta amicizia come Miss Reynolds riferisce: "Quel giorno stavamo ritornando in città, ricordo che incontrammo Sir John Hawkins, che il Dr Johnson sembrò molto lieto di incontrare; non c'è da stupirsi, perché io ho sempre sentito Johnson parlare di Sir John in termini di grande stima e di cordiale amicizia" La loro amicizia iniziò intorno al 1739 ed erano entrambi impegnati nel giornale The Gentleman's Magazine. Successivamente, nel 1749, Hawkins fu socio del primo circolo letterario di Johnson: il club di Ivy Lane club.
Nel 1753, Hawkins sposò Sidney Storer, una ereditiera di 20.000 sterline che con Hawkins ricevette una dote di 10.000 sterline, e da quel momento la sua carriera fu costellata da successi: comprò una casa sul Tamigi a Twickenham vicino a quella di Horace Walpole; nel 1760 pubblicò Il perfetto pescatore di Izaak Walton; nel 1761 fu nominato magistrato; nel 1765 divenne presidente di tribunale nella Contea del Middlesex; nel 1776 scrisse A General History of the Science and Practice of Music. Fu nominato cavaliere nel 1772.

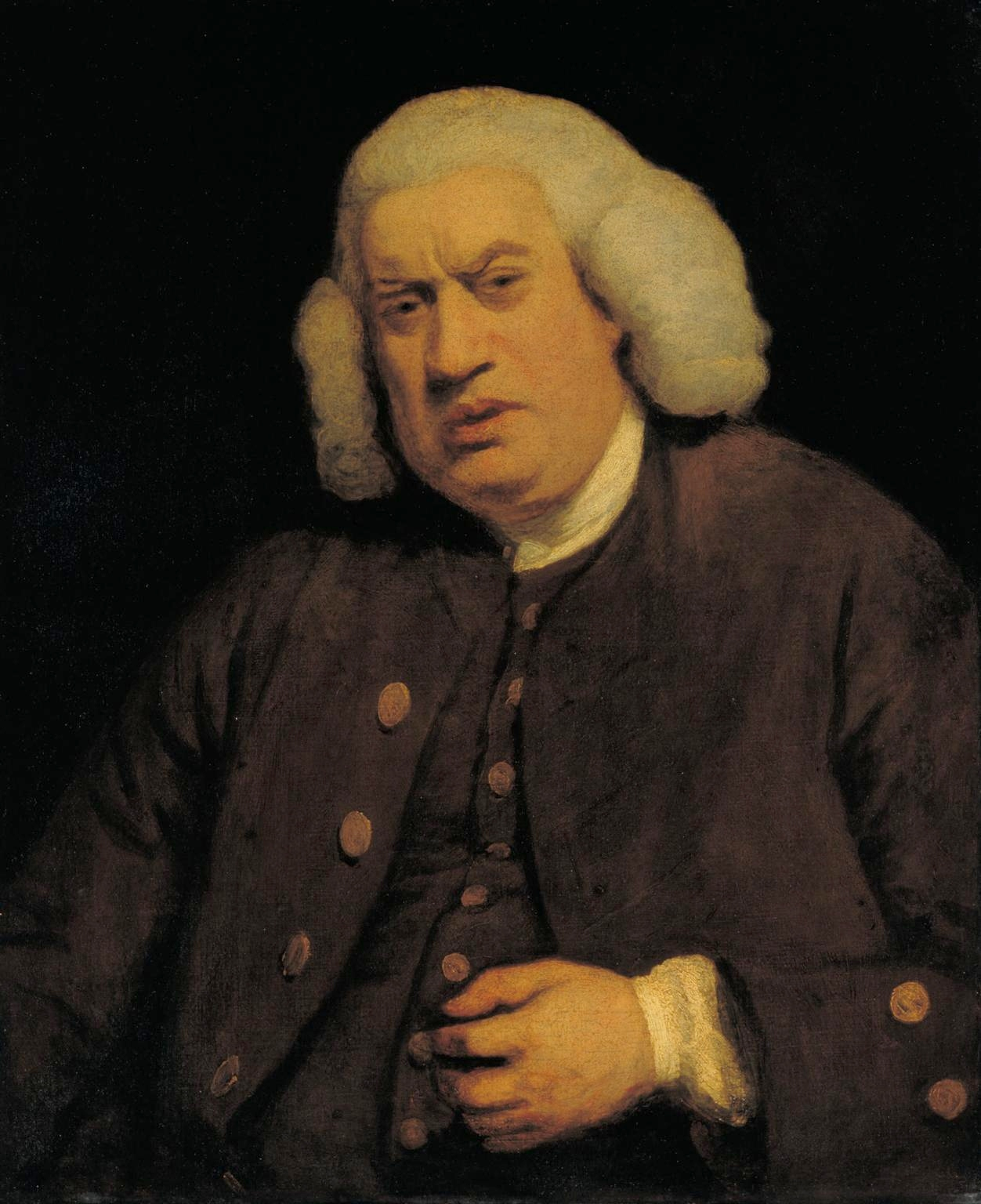
Samuel Johnson

Pur essendo un uomo di successo, o forse proprio per questo, Hawkins suscitò risentimenti in alcuni della cerchia di Johnson. Hawkins, socio del secondo circolo letterario di Johnson, The Club fondato nel 1764, dette le dimissioni a causa di una disputa con gli altri soci. Il rapporto intercorrente tra Hawkins e il resto degli amici di Johnson divenne così teso che molti criticarono Johnson per aver scelto nel 1784 Hawkins come uno dei suoi esecutori testamentari. Comunque, dopo poche ore dalla morte di Johnson, gli editori Thomas Cadell e William Strahan chiesero ad Hawkins di scrivere una biografia e curare una edizione delle opere di Johnson.
Il 16 dicembre 1784, sul St. James's Chronicle uscì la notizia che Hawkins e Boswell stavano scrivendo entrambi le biografie. Tuttavia, Thomas Tyers prima di loro pubblicò Un profilo biografico del Dr Samuel Johnson sul numero di Dicembre 1784 della rivista The Gentleman's Magazine. Ciò non fermò Hawkins e il 21 dicembre 1784, iniziò a pubblicizzare la sua "autentica" vita di Johnson. A partire da questa iniziativa cominciarono ad apparire sul St. James's Chronicle degli articoli anonimi contro Hawkins: "È chiaro dal comportamento del defunto Dr Johnson, che egli ha designato il signor Boswell come unico e solo suo biografo. Per quale altro motivo egli gli avrebbe messo a disposizione documenti a questo scopo ... Non poteva mai pensare che una persona da lui nominata come uno dei suoi esecutori testamentari si sarebbe immediatamente attribuito l'ufficio di Biografo. Ancor meno avrebbe mai potuto immaginare che questa auto-investitura sarebbe stata precipitosamente convalidata dai Librai."
Dietro questo attacco c'era George Steevens, che aveva collaborato con Johnson ad una edizione delle opere di Shakespeare e che fu sempre un critico di Hawkins. Insieme ad altri iniziò a diffondere voci su Hawkins: si diceva che dopo la morte di Johnson avesse sottratto cose personali del defunto, altri affermavano che Hawkins era intenzionato ad usare la biografia per screditare Johnson. Il 23 febbraio 1785, la casa di Hawkins andò a fuoco ed egli a stento riuscì a trarre in salvo i suoi appunti e i diari di Johnson, che erano fondamentali per la sua opera. L'opera venne pubblicata nel mese di Marzo 1787. Il St. James's Chronicle ed il London Chronicle pubblicarono degli estratti per "varie settimane"; la stessa cosa subito dopo fecero i periodici Universal Magazine e Political Magazine. Una seconda edizione venne pubblicata a metà Aprile 1787.

## La Biografia
La biografia scritta da Hawkins è la classica opera che descrive gli avvenimenti della vita di Johnson. Una delle caratteristiche che hanno reso l'opera di Hawkins speciale è stata la sua capacità di fornire informazioni sui contributi di Johnson al The Gentleman's Magazine. La biografia ha rivelato i dettagli sugli eventi riguardanti i primi anni della rivista e quanto accadeva fra i suoi collaboratori, fornendo così degli squarci della rivista letteraria mai pubblicati prima.
Boswell non fu in grado di pubblicare la sua biografia prima del 1791, ma quando lo fece presentò il suo lavoro tramite una sintesi di ciò che egli riteneva fosse contenuto nella biografia scritta da Hawkins:
Sin da quando fu reso noto il mio lavoro, diverse Vite e Ricordi del Dr Johnson sono state pubblicate, la più voluminosa delle quali è quella compilata per i librai di Londra dal Cavaliere, Sir John Hawkins, un uomo che, durante la mia lunga amicizia con il Dr Johnson, io non ho mai visto in sua compagnia, ma per la precisione una sola volta, e posso giurare non più di due volte. Johnson potrebbe averlo stimato per il suo contegno dignitoso e pio, per la sua conoscenza dei libri e della storia letteraria; ma a causa della rigida formalità dei suoi modi, è chiaro che non avrebbero potuto essere legati da una semplice amicizia e da modi familiari; né Sir John Hawkins era dotato da quella fine sensibilità necessaria per distinguere i tratti più pregiati e meno evidenti del carattere di Johnson. Essendo stato nominato uno degli esecutori testamentari, Hawkins ebbe l'opportunità di entrare in possesso di frammenti di un diario e di altri documenti così come erano stati lasciati, dai quali, prima di consegnarli al legatario cui erano destinati, egli ha cercato di trarne del materiale. Ma in questo non ha avuto successo, come ho potuto constare sfogliando quelle carte consegnatemi successivamente. Le erculee fatiche di Sir John Hawkins, mi corre obbligo riconoscerlo, hanno prodotto una farragine, della quale una considerevole porzione non è priva di divertimento per gli appassionati di pettegolezzi letterari; ma oltre ad essere gonfia di non necessari lunghi estratti da varie opere, (anche uno dei diversi fogli del Harleian Catalogue di Osborne, e quelli non compilati da Johnson, ma da Oldys), solo una piccolissima parte di tutto ciò riguarda la persona che è oggetto del libro; inoltre, vi è una tale inesattezza nella citazione dei fatti, non scusabile in un autore di tale portata, che rende la sua narrazione molto insoddisfacente. Ma ciò che è peggio, vi è lungo tutta l'opera viene usata una forma aspra, mediante la quale viene costruito un aspetto poco favorevole di quasi ogni circostanza relativa al carattere e al comportamento del mio illustre amico; che, io confido, una sincera e corretta descrizione laverà l'onta della offensiva rappresentazione fornita da questo autore e delle insignificanti calunnie provenienti da una signora [Hester Thrale] che una volta fu intima amica di lui [Johnson]."
Hawkins e la Thrale, per Boswell, erano i suoi rivali in "ciò che egli considerava la sua riserva di caccia". Tutto ciò non vuol dire che egli si sia sbagliato riguardo alla Vita di Samuel Johnson scritta da Hawkins, dato che essa realmente contiene molte digressioni, come, fra le altre, una discussione sulle abitudini di colazione nel sedicesimo secolo scritta in latino ed una discussione sulla storia delle taverne.

## Valutazioni

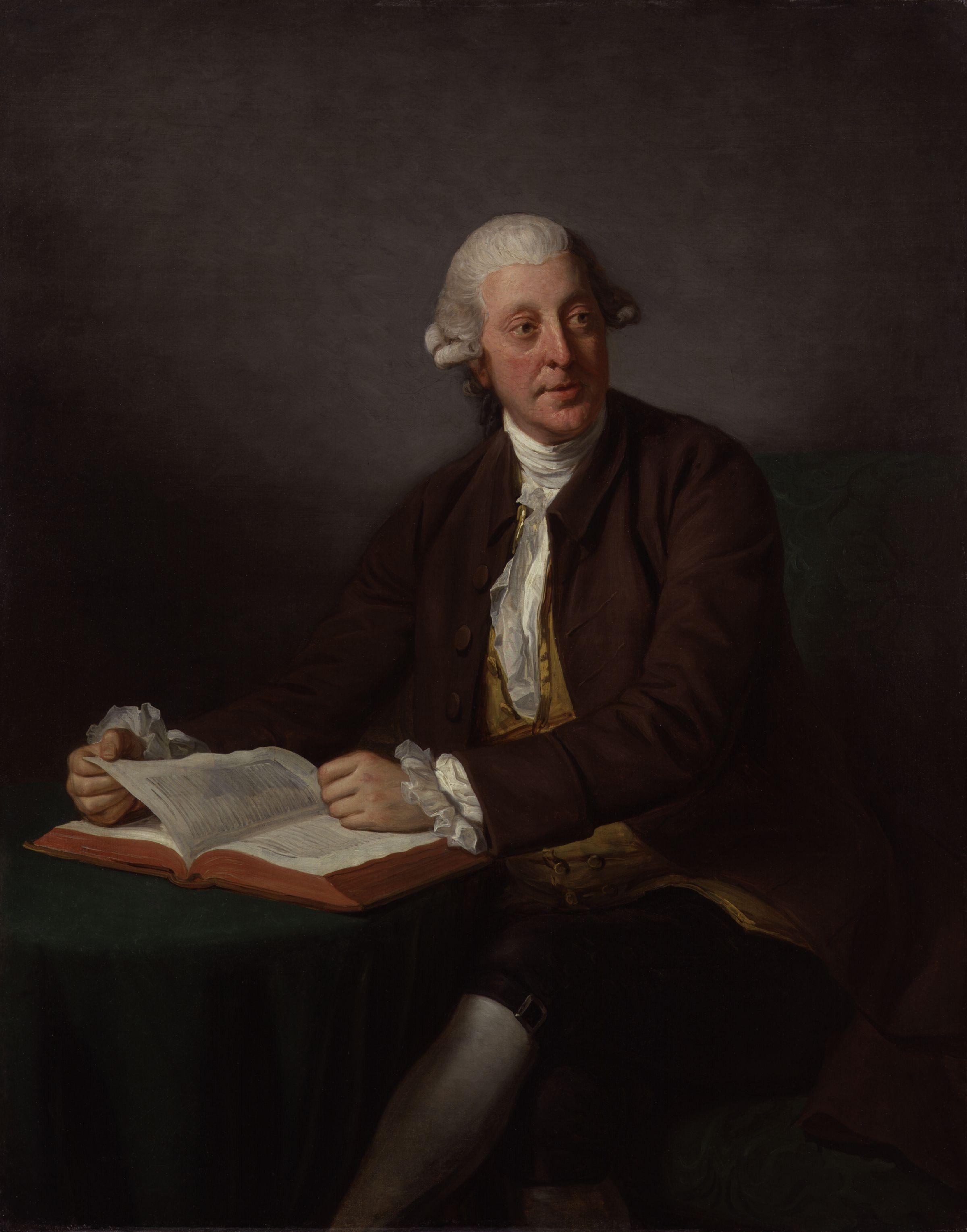
Arthur Murphy, amico e biografo di Johnson, recensore della biografia scritta da Hawkins

I periodici Monthly Review, Critical Review, English Review, e European Magazine pubblicarono delle recensioni che, secondo Bertram Davis, caratterizzarono la biografia come "un resoconto malevolo e rancoroso della vita di Johnson, raffazzonato e reso del tutto comico dal suo ampolloso linguaggio da leguleio e dalla sue digressioni su ogni argomento possibile e immaginabile. Il libro, se bisogna credere loro, era più un libello che una biografia, più una raccolta di pettegolezzi senili che un'opera d'arte." In particolare, il Critical Review scrisse, "spesso smarriamo il Dr Johnson... Il cavaliere [Hawkins] affonda sotto il peso del soggetto trattato ed è contento di sfuggire alle scene più congeniali alla sua indole, più adatte alle sue doti, la loquacità di un vecchio uomo di lettere."
Arthur Murphy pubblicò anonimo un pezzo sul Monthly Review: "Sir John probabilmente ha acquisito le sue nozioni linguistiche imparando il mestiere di avvocato: ammirava la fraseologia di atti e pergamene, di cui, per dirla a modo suo, ha letto così tanto, che in conseguenza di ciò, è divenuto principalmente in esso pratico e con l'aiuto delle suddette pergamene, ha smarrito l'eleganza di cui sopra, ed utilizza opere, in cui a volte ci imbattiamo, ed essendo un avvocato nato e pasciuto, egli ha acquisito il linguaggio di detto mestiere, di cui è tanto impregnato che egli ora per questo e in conseguenza di questo si presenta come un critico incompetente." Steevens, sotto lo pseudonimo di "Philo Johnson" nel European Magazine affermò: "Il principale solido principio in base al quale merita il biasimo, è nel suo spirito di malevolenza verso i defunti, che trasuda da tutta la sua opera. Sir John Hawkins, con tutta l'umanità e con poca della destrezza di un macellaio di Clare-Market, ha sollevato la sua ascia spuntata per sfigurare l'immagine del suo amico."
In una successiva recensione apparsa nel St Jame's Chronicle l'autore scherzando scrisse: "era falso 'che la signora Hobart avesse intenzione di leggere il libro di Sir John Hawkins. A tarda sera quando la gente di rango va a letto, è del tutto inutile invogliare al sonno in luoghi pubblici." In altro giornale comparve questa storiella: un "signore, di recente giunto in città, è stato per diversi giorni afflitto da letargia a causa della lettura di tre capitoli della Vita di Johnson di Hawkins." In una terza storiella si legge: i rami dei salici piangenti di Lichfield [città natale di Johnson] "dovrebbero essere potati e raccolti in fasci, ... e bene applicati sulle terga nude dei suoi vari biografi, avendo cura di mettere da parte il fascio più grande ad uso e consumo del Cavaliere, Sir John Hawkins."